# Simeon Bulgaru
Simeon Bulgaru (født 26. maj 1985) er moldovisk fodboldspiller, som har fået sin fodboldopdragelse i FC Zimbru Chişinău der ligger i hovedstaden. I januar 2008 skiftede han til Viborg FF, der i sommeren 2010 solgte ham videre til Alania Vladikavkaz fra Rusland. . I dag spiller han i Volga Nisjnij Novgorod.
I 2007 spillede han 3 landskampe for Moldova.